# زيادة المواليد في المجتمع

## زيادة المواليد في المجتمع
زيادة المواليد في المجتمع(وتسمى أيضًا الإنجابية) هي أيديولوجية تشجع على تكاثر الحياة البشرية كهدف مهم لكونك إنسانًا وتدعو إلى ارتفاع معدل المواليد. وفقًا لقاموس ميريام وبستر، فإن المصطلح، من حيث صلته بالاعتقاد نفسه، يعود تاريخه إلى عام 1971 ويأتي (بالفرنسية: nataliste).
تشجع زيادة المواليد في المجتمع على الإنجاب والأبوة باعتبارهما أمرًا مرغوبًا فيه لأسباب اجتماعية ولضمان استمرار البشرية. وقد لاحظ بعض الفلاسفة أنه إذا فشل البشر في إنجاب الأطفال، فسوف ينقرض البشر.  تسعى زيادة المواليد في المجتمع في السياسة العامة عادة إلى خلق حوافز مالية واجتماعية للسكان من أجل التكاثر، مثل توفير الحوافز الضريبية التي تكافئ إنجاب الأطفال ودعمهم. أولئك الذين يلتزمون بتفسيرات أكثر صرامة للولادة قد يسعون إلى الحد من الوصول إلى الإجهاض ومنع الحمل أيضًا. عكس الولادة هو مناهضة الولادة.

## دوافع

### الدين
تشجع العديد من الأديان على الإنجاب، وقد يرتبط التدين في بعض الأحيان بارتفاع معدلات الخصوبة. اليهودية,  الإسلام, والفروع الرئيسية للمسيحية, بما في ذلك كنيسة يسوع المسيح لقديسي الأيام الأخيرة والكنيسة الكاثوليكية    تشجع على الإنجاب. في عام 1979، أشارت إحدى الأوراق البحثية إلى أن الأميش لديهم في المتوسط 6-8 أطفال لكل أسرة. ومن بين بعض البروتستانت المحافظين، تدعو حركة Quiverfull إلى تكوين أسر كبيرة وتعتبر الأطفال بمثابة بركات من الله.   

### نية إنجاب الأطفال
إن النية في إنجاب الأطفال هي عامل خصوبة كبير في نهاية المطاف، ولكن الأفراد الذين ليس لديهم أطفال والذين ينوون إنجاب الأطفال على الفور أو في غضون عامين أو ثلاثة أعوام هم عمومًا أكثر عرضة للنجاح من أولئك الذين ينوون إنجاب الأطفال على المدى الطويل. هناك العديد من العوامل التي تحدد نية الإنجاب، ومنها:
- تفضيل حجم الأسرة، الذي يؤثر على تفضيل الأطفال خلال مرحلة البلوغ المبكر.[16] وبالمثل، تؤثر الأسرة الممتدة على نوايا الخصوبة، حيث تؤدي زيادة أعداد أبناء وبنات الإخوة إلى زيادة العدد المفضل للأطفال.[15]
- الضغط الاجتماعي من الأقارب والأصدقاء لإنجاب طفل آخر.[15]
- دعم اجتماعي. ومع ذلك، توصلت دراسة من ألمانيا الغربية إلى نتيجة مفادها أن كلا الوالدين لا يتلقيان أي دعم على الإطلاق واللذين يتلقون الدعم من العديد من الأشخاص المختلفين لديهم احتمالية أقل في نية إنجاب طفل آخر، ومن المحتمل أن يكون الأخير مرتبطًا بمشاكل التنسيق.[15]
- السعادة، حيث يميل الأشخاص الأكثر سعادة إلى الرغبة في المزيد من الأطفال.[15]
- وضع السكن الآمن.[17]

## سياسة زيادة المواليد في المجتمع

ملصق انتخابات 2017 من منظمة البديل من أجل ألمانيا. "الألمان الجدد؟ - نحن نصنعهم بأنفسنا."

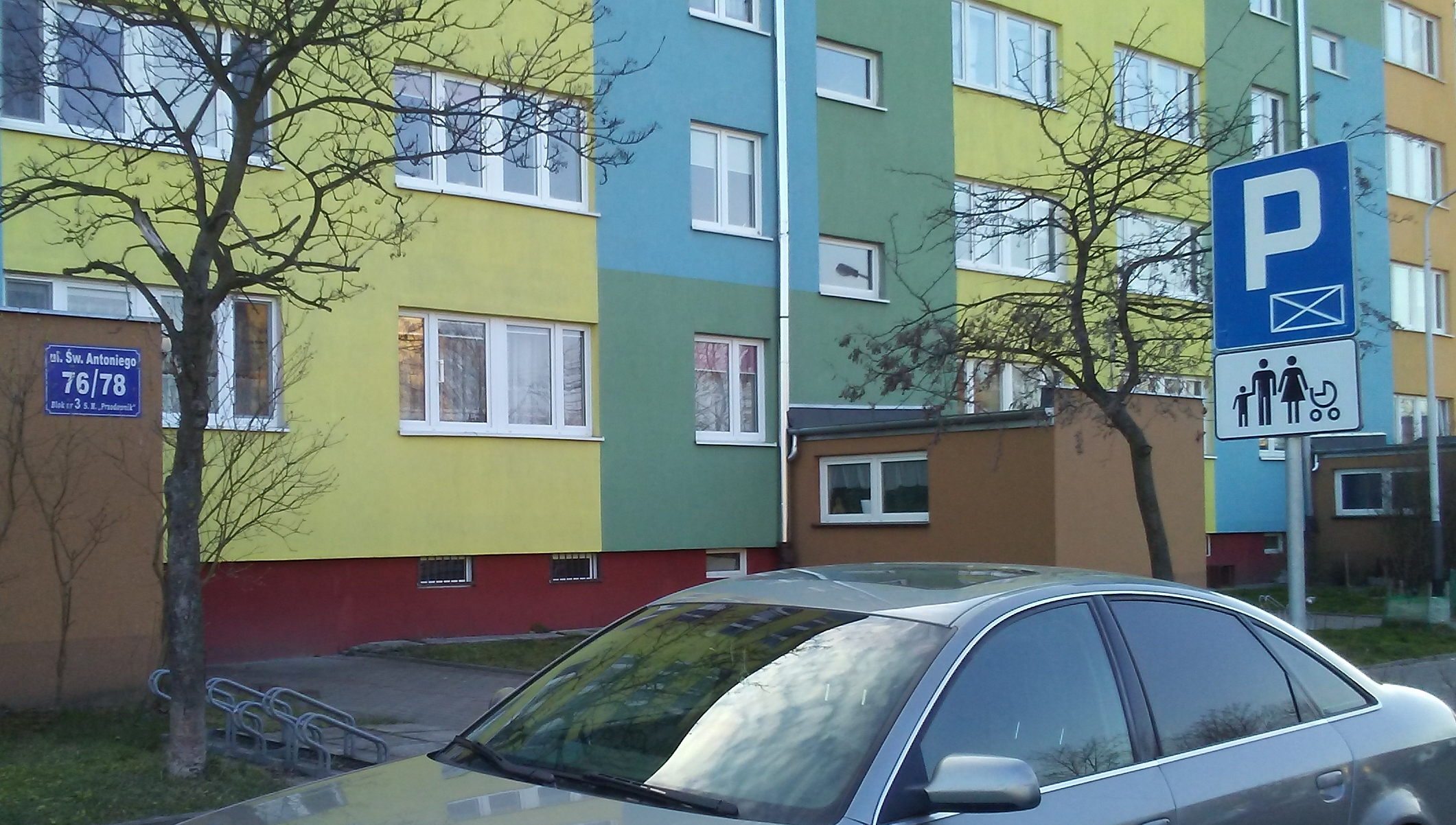
مكان لوقوف السيارات للعائلات التي لديها أطفال، منطقة سكنية. توماسزو مازوفيتسكي، بولندا

انتقدت منشور Humanae Vitae المنشور عام 1968 وسائل منع الحمل الاصطناعي ودعت إلى موقف مؤيد للإنجاب.
وفقًا للأمم المتحدة، ارتفعت نسبة البلدان التي لديها سياسات مؤيدة للإنجاب من 20% في عام 2005 إلى 28% في عام 2019.
تقدم بعض البلدان التي تعاني من انخفاض عدد السكان حوافز للناس لتكوين أسر كبيرة كوسيلة للجهود الوطنية الرامية إلى عكس اتجاه الانخفاض السكاني. قد تتضمن الحوافز مكافأة الطفل لمرة واحدة، أو دفعات إعانة الطفل المستمرة أو تخفيضات ضريبية. يفرض البعض عقوبات أو ضرائب على من لديهم عدد أقل من الأطفال. بعض الدول، مثل اليابان، وسنغافورة،  وكوريا الجنوبية ،  وتايوان ، نفذت، أو حاولت تنفيذ، سياسات الإنجاب التدخلية، مما خلق حوافز للعائلات الكبيرة بين السكان الأصليين. لا يشكل المهاجرون عمومًا جزءًا من السياسات القومية.
ويمكن أيضًا استخدام سياسات إجازة الأمومة والأبوة مدفوعة الأجر كحافز. على سبيل المثال، تتمتع السويد بإجازة أبوة سخية حيث يحق للوالدين تقاسم إجازة مدفوعة الأجر مدتها 16 شهرًا لكل طفل، ويتم تقسيم التكلفة بين كل من صاحب العمل والدولة.
تشمل الكتب التي تدافع عن السياسات الإنجابية ما يمكن توقعه عندما لا يتوقع أحد بقلم جوناثان ف. الأخير.

### روسيا
كان التفكير الولادي شائعًا خلال العهد السوفييتي. بعد التزام قصير بالمذهب الشيعي الصارم في عشرينيات القرن العشرين ومحاولات تربية الأطفال بشكل جماعي، إلى جانب الرعاية الصحية التي تقدمها الحكومة، تحولت الحكومة السوفيتية إلى التقليدية الجديدة، وتعزيز القيم العائلية والرصانة، وحظر الإجهاض وجعل الحصول على الطلاق أكثر صعوبة. تطوير مُثُل الولادة التي جعلت الآباء غير المسؤولين يسخرون. تسببت الفرص المتزايدة لتوظيف الإناث في حدوث أزمة سكانية في ثلاثينيات القرن العشرين، وقامت الحكومة بتوسيع نطاق الوصول إلى رعاية الأطفال بدءًا من سن الثانية. بعد الحرب الوطنية العظمى، أدى اختلال نسبة الرجال إلى النساء إلى تقديم مساعدات مالية إضافية للنساء اللاتي لديهن أطفال أو حوامل. على الرغم من الترقية وإجازة الأمومة الطويلة مع الحفاظ على التوظيف وتحديث الرواتب، إلا أن معدلات المواليد استمرت في الانخفاض في السبعينيات.
كانت نهاية الاتحاد السوفييتي في عام 1991 مصحوبة بانخفاض كبير في الخصوبة. في عام 2006، جعل فلاديمير بوتين من التركيبة السكانية قضية مهمة، وأسس نهجًا ذا شقين للمكافآت المالية المباشرة والسياسات الاجتماعية والثقافية. والمثال البارز على الأول هو برنامج رأس مال الأم حيث يتم تزويد المرأة بإعانات الدعم التي لا يمكن إنفاقها إلا على تحسين السكن أو تعليم الطفل (ويمكن أيضًا ادخارها للتقاعد).

### هنغاريا
وأعلنت حكومة فيكتور أوربان المجرية في عام 2019 عن حوافز مالية (بما في ذلك إلغاء الضرائب المفروضة على الأمهات اللاتي لديهن أكثر من ثلاثة أطفال، وخفض مدفوعات الائتمان وتسهيل الحصول على القروض)، وتوسيع نطاق الوصول إلى الرعاية النهارية ورياض الأطفال.

## أنظر أيضا
- مناقشة الإجهاض
- خصوبة
- الاكتظاظ السكاني البشري
- الديموغرافيا السياسية
- الأخلاقيات السكانية
- معدل الخصوبة البديل
- ضريبة على عدم الإنجاب